# Krister Ekman
Hans Krister Ekman, född 26 oktober 1940 i Oscars församling i Stockholm, är en svensk skådespelare och målare. 
Krister Ekman tillhör skådespelarsläkten Ekman. Han är son till regissören Hasse Ekman och konstnären, friherrinnan Agneta Wrangel samt bror till Gösta, Mikael och Stefan Ekman och halvbror till Fam Ekman. Farfar och farmor är skådespelaren Gösta Ekman den äldre och kostymtecknaren Greta Sundström.
Ekman har arbetat inom restaurangbranschen och bland annat varit hovmästare på världsexpon i New York, när hustrun var fotomodell, men ändå hunnit med en del inom film och teater. Han hade bland annat ett par filmroller hos Janne Halldoff och turnerade med Lill-Babs och brodern Stefan 1966. Tillsammans med hustrun har han drivit restaurang Borgen i Stockholm. Numera är han verksam som konstnär.
Åren 1963–1995 var han gift med skådespelaren och krögarkollegan Monica Ekman (1941–2025), född Flodqvist, paret fick två döttrar, födda 1963 respektive 1973.

## Filmografi, roller
- 1968 – Rätt man (TV-teater)
- 1968 – Husmorsfilmer (våren 1968)
- 1971 – Maid in Sweden
- 1971 – Midsommardansen
- 1971 – Faire l'amour ... de la pilule à l'ordinateur
- 1972 – Firmafesten